# Dependencia e independencia lineal

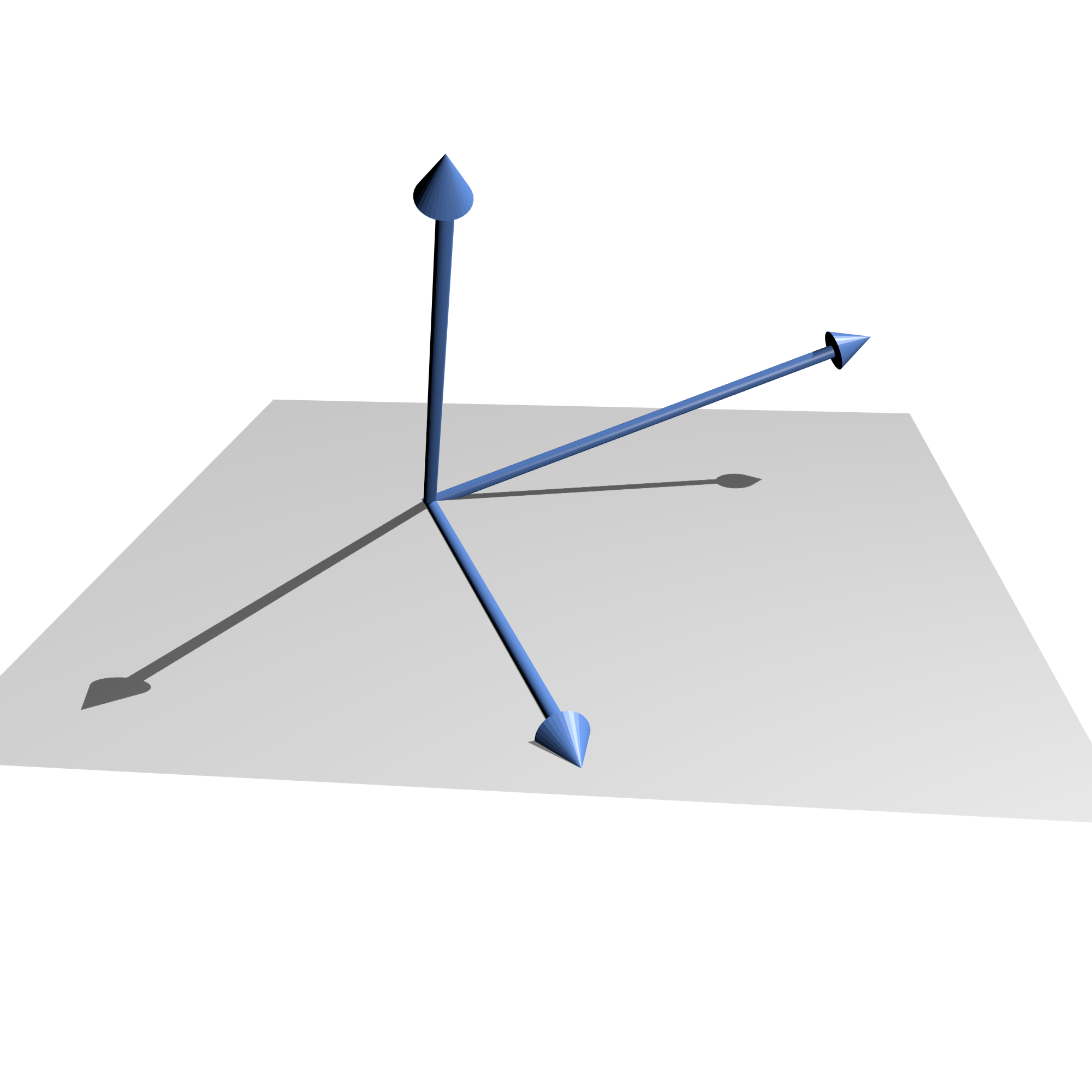
Vectores linealmente independientes en (en el espacio tridimensional).

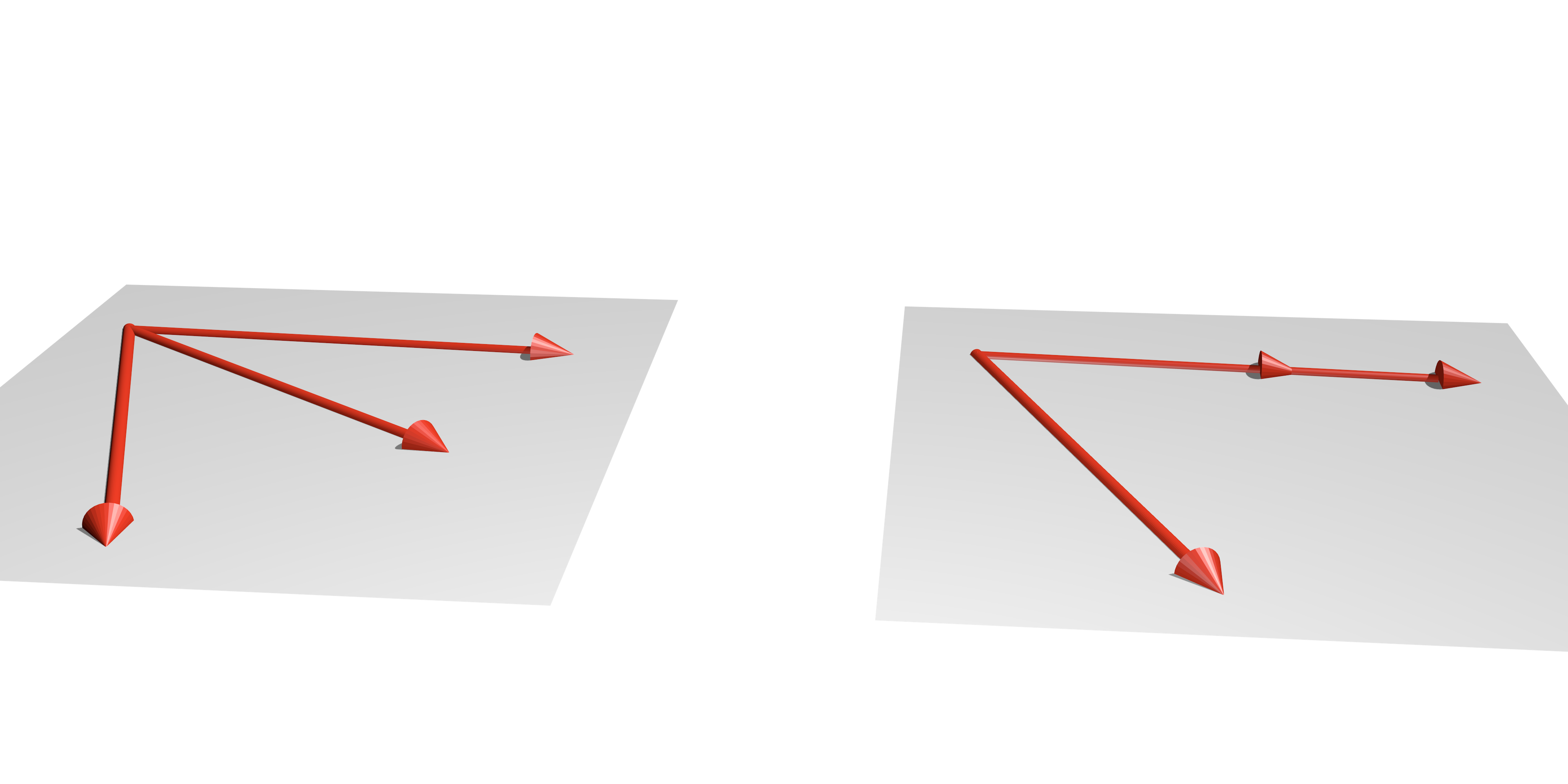
Vectores linealmente dependientes en (en el plano).

En álgebra lineal, se dice que un conjunto de vectores es linealmente independiente si ninguno de ellos puede ser escrito como combinación lineal de los restantes. 
Por ejemplo, en {\displaystyle \mathbb {R} ^{3}}, el conjunto de vectores {\displaystyle \{(1,0,0),(0,1,0),(0,0,1)\}} es linealmente independiente, mientras que {\displaystyle \{(2,-1,1),(1,0,1),(3,-1,2)\}} no lo es, ya que el tercero es la suma de los dos primeros.

## Definición
| Dado un conjunto finito de vectores {\displaystyle \{{\mathbf {v} _{1}\mathbf {v} _{2},\ldots ,\mathbf {v} _{n}}\}} pertenecientes a un espacio vectorial {\displaystyle \mathbf {V} (\mathbb {K} )}, se dice que son linealmente independientes si la ecuación {\displaystyle a_{1}\mathbf {v} _{1}+a_{2}\mathbf {v} _{2}+\cdots +a_{n}\mathbf {v} _{n}=\mathbf {0} } se satisface únicamente cuando {\displaystyle a_{1}=a_{2}=\dots =a_{n}=0} (los escalares son todos cero). En caso contrario, se dice que son linealmente dependientes. |

Nótese que el símbolo a la derecha del signo igual no es cero, sino que simboliza al vector nulo {\displaystyle \mathbf {0} }.
La definición anterior también puede extenderse a un conjunto infinito de vectores, concretamente un conjunto cualquiera de vectores es linealmente dependiente si contiene un conjunto finito que sea linealmente dependiente.
Utilizando el concepto de subespacio generado por un conjunto de vectores podemos redefinir la independencia lineal así:
| Un conjunto de vectores {\displaystyle U\subseteq \mathbf {V} (\mathbb {K} )} es linealmente independiente si {\displaystyle \forall u\in U,\quad u\notin \langle U\setminus \{u\}\rangle }. |

Esta idea es importante porque los conjuntos de vectores que son linealmente independientes, generan un subespacio vectorial y forman una base para dicho subespacio.  
Entre las propiedades de los vectores linealmente dependientes e independientes encontramos: 
1. Un conjunto de vectores es linealmente dependiente si y solamente si alguno de los vectores es combinación lineal de los demás.
2. Si un conjunto de vectores es linealmente independiente, cualquier subconjunto suyo también lo es.
3. Si un conjunto de vectores es linealmente dependiente, también lo es todo conjunto que lo contenga.

## Significado geométrico
- Dos vectores son linealmente independientes si y sólo si no tienen la misma dirección. En otras palabras, deben generar un plano (dimensión 2).
- Tres vectores son linealmente independientes si y sólo si no están contenidos en el mismo plano vectorial. En otras palabras, deben generar un volumen (dimensión 3).
- En general, {\displaystyle k} vectores son linealmente independientes si y sólo si generan un subespacio vectorial de dimensión {\displaystyle k}.

### Ejemplo
En la imagen:
- {\displaystyle \mathbf {\vec {u}} } y {\displaystyle \mathbf {\vec {j}} } son dependientes por tener la misma dirección.
- {\displaystyle \mathbf {\vec {u}} } y {\displaystyle \mathbf {\vec {v}} } son independientes y definen el plano {\displaystyle P}.
- {\displaystyle \mathbf {\vec {u}} }, {\displaystyle \mathbf {\vec {v}} } y {\displaystyle \mathbf {\vec {w}} } son dependientes por estar los tres contenidos en el mismo plano.
- {\displaystyle \mathbf {\vec {u}} }, {\displaystyle \mathbf {\vec {v}} } y {\displaystyle \mathbf {\vec {k}} } son independientes por serlo {\displaystyle \mathbf {\vec {u}} } y {\displaystyle \mathbf {\vec {v}} } entre sí y no ser {\displaystyle \mathbf {\vec {k}} }  una combinación lineal de ellos, o lo que es lo mismo, por no pertenecer al plano {\displaystyle P}. Los tres vectores generan el espacio tridimensional.
- Los vectores {\displaystyle \mathbf {\vec {0}} } (vector nulo, cuyas componentes son iguales a cero) y {\displaystyle \mathbf {\vec {k}} } son dependientes ya que {\displaystyle \mathbf {\vec {0}} =0\cdot \mathbf {\vec {k}} }.

## Ejemplos

### Ejemplo 1
¿Son los tres vectores siguientes independientes?
{\displaystyle {\vec {u}}={\begin{pmatrix}2\\0\\0\end{pmatrix}}\,,\quad {\vec {v}}={\begin{pmatrix}1\\3\\0\end{pmatrix}}\,,\quad {\vec {w}}={\begin{pmatrix}1\\2\\4\end{pmatrix}}}
Buscamos tres valores x, y y z que satisfagan la ecuación:
{\displaystyle x{\vec {u}}+y{\vec {v}}+z{\vec {w}}=x{\begin{pmatrix}2\\0\\0\end{pmatrix}}+y{\begin{pmatrix}1\\3\\0\end{pmatrix}}+z{\begin{pmatrix}1\\2\\4\end{pmatrix}}={\begin{pmatrix}0\\0\\0\end{pmatrix}}}
Lo que equivale al sistema de ecuaciones siguiente:
{\displaystyle \left.{\begin{matrix}2x&+&y&+&z&=&0\\&&3y&+&2z&=&0\\&&&&4z&=&0\end{matrix}}\right\}\Longleftrightarrow \left\{{\begin{matrix}x=0\\y=0\\z=0\end{matrix}}\right.}
Dado que la única solución es la trivial (x = y = z = 0), los tres vectores son independientes.

#### Método alternativo usando determinantes
Un método alternativo usa el hecho que n vectores en {\displaystyle \mathbb {R} ^{n}} son linealmente independientes si y solo si el determinante de la matriz formada por estos vectores como columnas es distinto de cero.
Dados los vectores:
{\displaystyle {\vec {u}}={\begin{pmatrix}1\\1\end{pmatrix}}\,,\quad {\vec {v}}={\begin{pmatrix}-3\\2\end{pmatrix}}\,,\quad }
La matriz formada por éstos es:
{\displaystyle A={\begin{bmatrix}1&-3\\1&2\end{bmatrix}}.\,}
El determinante de esta matriz es:
{\displaystyle \det(A)=(1\cdot 2)-((-3)\cdot 1)=5\neq 0.}
Ya que el determinante es no nulo, los vectores (1, 1) y (−3, 2) son linealmente independientes.

### Ejemplo 2
Sea V = Bn y consideremos los siguientes elementos en V:
{\displaystyle {\begin{matrix}\mathbf {e} _{1}&=&(1,0,0,\ldots ,0)\\\mathbf {e} _{2}&=&(0,1,0,\ldots ,0)\\&\vdots \\\mathbf {e} _{n}&=&(0,0,0,\ldots ,1).\end{matrix}}}
Entonces e1, e2,..., en son linealmente independientes. Estos vectores constituyen la base canónica en R.

#### Demostración
Supongamos que a1, a2,..., an son elementos de R tales que:
{\displaystyle a_{1}\mathbf {e} _{1}+a_{2}\mathbf {e} _{2}+\cdots +a_{n}\mathbf {e} _{n}=0\,}
Sustituyendo e1, e2,..., en resulta:
{\displaystyle a_{1}(1,0,...,0)+a_{2}(0,1,...,0)+...+a_{n}(0,0,...,1)\,}
Multiplicando:
{\displaystyle (a_{1},0,...,0)+(0,a_{2},...,0)+...+(0,0,...,a_{n})\,}
Sumando coordenadas:
{\displaystyle (a_{1}+0+0+\ldots +0,0+a_{2}+0+\ldots +0,\ldots ,0+0+\ldots +a_{n})\,}
Por lo que se obtiene:
{\displaystyle (a_{1},a_{2},...,a_{n})\,}
Así que:
{\displaystyle a_{1}\mathbf {e} _{1}+a_{2}\mathbf {e} _{2}+\cdots +a_{n}\mathbf {e} _{n}=(a_{1},a_{2},\ldots ,a_{n})\,}
Además:
{\displaystyle a_{1}\mathbf {e} _{1}+a_{2}\mathbf {e} _{2}+\cdots +a_{n}\mathbf {e} _{n}=0\,}
Pero 0 es un vector, entonces:
{\displaystyle (a_{1},a_{2},...,a_{n})=(0,0,...,0)\,}
Por lo que ai = 0 para todo i en {1,..., n}.
Entonces los vectores
{\displaystyle e_{1},e_{2},\ldots ,e_{n}\,} son linealmente independientes

### Ejemplo 3
Sea V el espacio vectorial de todas las funciones a variable real. Entonces las funciones et y e2t en V son linealmente independientes.

#### Demostración
Supongamos que a y b son dos números reales tales que:
aet + be2t = 0
Para todos los valores de t. Necesitamos demostrar que a = 0 y b = 0. Para hacer esto dividimos por et (que es un número real diferente de cero, sea cual sea t) y restando obtenemos:
bet = −a
En otras palabras, la función bet debe ser independiente de t, lo cual ocurre únicamente cuando b = 0. Por lo tanto, a es cero.